# Machinima, Inc.
О жанре см. Машинима
Machinima, inc. (англ. Machinima, от слов machine — машина и cinema — кино; другой вариант: от machine — машина и animation — анимация) — многоканальная сеть YouTube и анимационная студия, создававшая фильмы на основе компьютерных игр (машинимы). Сайт основан в январе 2000 года Хью Хэнкоком (Strange Company). Все видеоролики выкладывались на сервис YouTube; начиная с июня 2012-го видео студии хостятся у Gaikai.

## Описание
На данный момент[когда?] на сайте Machinima.com более 24 тысяч роликов. Есть там и свои рубрики, и многосерийные работы, и отдельные эпизоды. Сайт содержит статьи, интервью с людьми, работающими в Machinima, и руководства по созданию своих машиним. Посетители могут смотреть новости, которые проходят модерацию и размещаются на сайте. Кроме того, у Machinima есть аккаунты в твиттере, через которые они извещают о новых видеороликах. В некоторых проектах Machinima участвует популярный на YouTube видеомонтажёр Daneboe.

### Inside Gaming
Inside Gaming — передача, охватывающая игровые новости, трейлеры, а также геймплейные видеоролики. Ранее передача называлась Inside Halo, создателем которой стал Адам Ковик под псевдонимом «Dead Pixel». После Адам Ковик и Мэтт Денневик создали новостной блог Inside Gaming Daily. В 2012 году Мэтт покинул Inside Gaming, и его заменил Брюс Грин. На данный момент их канале Inside Gaming насчитывается более 600 тысяч подписчиков. 29 января 2015 года Адам Ковик заявил, что Inside Gaming покидает Машиниму. 16 февраля Ковик стал ведущим блога Funhaus. 9 апреля 2015 года было анонсировано восстановление шоу со старым ведущим Мэттом Денневиком.

### Machinima Respawn
Machinima Respawn — самый большой проект Машинимы, который посвящён геймплейным видеороликам, комментированным игроками, загрузившими видео. Частые пользователи канала Machinima Respawn — Скотт «Sark» Робисон, Шон «Хатч» Хатчинсон и Адам «SeaNanners» Монтойя. Из-за сокращения финансирования проект Machinima Respawn вместе со многими другими проектами сайта был прекращён.

### Machinima ETC
Machinima ETC (ETC News) — новостной канал, специализирующийся на новостях из мира развлечений, технологий и культуры.

## Развитие
Изначально сайт был задуман как сервис для создания машинима-фильмов, однако впоследствии он вырос в крупную студию, специализирующийся на фильмах, анимации, в том числе и машиниме, и игровой журналистике. В 2006 году Хью Хэнкок покинул студию. В 2012 году компания Google инвестировала в Машиниму $35 млн.
Весной 2014 года пост генерального директора покинул Аллан ДеБевоис. Весной 2014 года новым генеральным директором компании стал Чед Гатштейн (Ched Gutstein), что повлекло за собой возобновление некоторых старых проектов (например, Machinima Prime). Тогда же Machinima провела ребрендинг сайта и создала новый слоган. Плюс ко всему, с 2014 года Machinima провела ряд сокращений, вследствие чего количество работников уменьшилось с 200 до 71.
В феврале 2015 году компания Warner Bros. инвестировала в Machinima $18 млн, а 17 ноября 2016 было объявлено, что Warner Bros. официально становится владельцем Machinima.
18 января 2019 года был закончен процесс реорганизации компании, вследствие которого компания и партнёрская сеть Fullscreen стала владельцем Machinima. 1 февраля было официально объявлено о закрытии компании и увольнении всех её сотрудников. Часть активов компании было передано владельцу Fullscreen, компании Otter Media.

## Скандал с Xbox One
В 2014 году Machinima заподозрили в якобы оплате своим партнёрам рекламы консоли Xbox One. Сообщалось, что реклама должна быть как минимум 30-секундной, а в названии ролика должно присутствовать название консоли. В юридическом соглашении также было прописано, что партнёры не имели право на негативный или пренебрежительный отзыв о консоли, игр для неё и самой Machinima, а сама сделка должна быть строго конфиденциальной. В Microsoft заявили, что им ничего не известно об этой акции.
Инцидент вызвал интерес Федеральной торговой комиссии США, которая взялась за расследование данного дела. В сентябре 2015 года они установили, что Machinima действительно оплачивала рекламу видеоблогерам по заказу Starcom MediaVest Group, рекламного подразделения корпорации Microsoft. Соглашение гарантировало минимум 19 миллионов просмотров с рекламных видеороликов. В число каналов, рекламирующих консоль, вошёл канал Syndicate Project, имеющий более 9 миллионов подписчиков и получивший в рамках соглашения $30.000.
ФТК вынесла предупреждения Machinima и Starcom MediaVest Group о недопустимости такого рода продвижения, а также обязала Machinima и её партнёров впредь предупреждать о наличии подобных соглашений.